# 五氯化砷
五氯化砷是一种砷元素和氯元素形成的无机化合物，化学式为AsCl5。直到上世纪70年代，人们还在争论这种物质是否存在。这种化合物最早于1976年制得，当时用紫外线在−105°C的低温下照射三氯化砷（AsCl3）和液氯的混合物制得了五氯化砷：
{\displaystyle {\rm {\ AsCl_{3}+Cl_{2}(l){\xrightarrow {168K}}AsCl_{5}}}}
该反应的机理是，氯分子在紫外线照射下均裂成活性氯原子，它与三氯化砷分子结合成五氯化砷。在低温下，五氯化砷没有足够的能量使自身再次分解成三氯化砷和氯。
从1834年第一次试图合成到1976年最终合成，经历了140多年，而同主族的五氯化磷、五氯化锑早已合成。五氯化砷可溶于二硫化碳、乙醚，它的化学性质很不稳定，在−50°C以上就会分解。固态五氯化砷的结构直到2001年才最终确定，AsCl5的空间构型与五氯化磷（PCl5）类似，拉曼光谱数据证实它们都是三角双锥形，其中水平方向的键长比轴向的短（As-Cleq = 210.6pm，211.9 pm; As-Clax= 220.7pm)。

同主族其他元素形成的五氯化物——五氯化磷和五氯化锑都比五氯化砷稳定得多，而实验测得它的键能又没有明显下降，因此它的不稳定性较反常。这种现象可被归结于d区收缩（类似的f区收缩又称镧系收缩）。第一过渡系元素新增加的d电子不能有效屏蔽核电荷，致使有效核电荷上升，4s乃至4p、4d电子能量升高不易参与成键（这种现象在第6周期元素中更明显，被称为惰性电子对效应）。类似的现象还有硒酸和高溴酸的强氧化性，尽管上面给出一些解释，但目前仍不能完整地给出解释。